# Noshaq
Il Noshaq (7.492 m s.l.m. - detto anche Nowshak) è la montagna più alta dell'Afghanistan. 

## Geografia
Fa parte della catena montuosa dell'Hindu Kush.
Il Noshaq è situato al nord-est del paese lungo la Linea Durand che segna il confine con il Pakistan.